# Лобиньш, Волдемар
Во́лдемар Ло́биньш (латыш. Voldemārs Lobiņš, 11 августа 1938, Кимры — 20 октября 2021, Рига) — советский и латвийский актёр, радиоведущий. Его творческая деятельность охватывала работу в кино, театре и на рижских радиостанциях FM-диапазона, где он приобрёл известность радиоведущего под псевдонимом Волдемар Старс (латыш. Voldemārs Stars). Официальные документы фиксируют его имя как Владимир Лобиньш (латыш. Vladimirs Lobiņš).

## Биография
Родился 11 августа 1938 года в городе Кимры Тверской области, РСФСР. Театральную деятельность начал в 1957 году в русском драматическом коллективе Рижского Дома культуры трудовых резервов, получив свою первую роль в спектакле «Марта» по одноимённой книге Анны Броделе, где сыграл Антона, одного из главных персонажей постановки. 
В начале 1960-х годов заведовал радиоузлом на Рижском мотозаводе «Саркана звайгзне», где участвовал в выпуске еженедельной радиогазеты, вёл радиопередачи для работников завода и проводил активную общественную работу в должности секретаря заводского комитета комсомола.
В 1963 году начал профессиональную театральную деятельность в Государственном театре юного зрителя Латвийской ССР, в русской труппе которого он проработал до реорганизации 1992 года.
В кино начал сниматься с 1964 года, его дебют состоялся в фильме «Отец солдата», где сыграл эпизодическую роль танкиста. Принимал участие в самых популярных фильмах Рижской киностудии – «Заговор послов», «Утро долгого дня», «Республика Вороньей улицы», «Ключи от рая», «Последний рейс «Альбатроса», «Театр» и др. В ироничном кинодетективе Яниса Стрейча «Незаконченный ужин» сыграл одну из главных ролей — полицейского. Всего сыграл в 30 фильмах, последней кинокартиной с его участием стал фильм Яниса Стрейча «Жернова судьбы». 
Помимо актёрской деятельности работал радиоведущим на рижских коммерческих радиостанциях, в том числе на рижском радио Mix FM. Благодаря яркому стилю ведения эфира стал популярным под псевдонимом «Волдемар Старс». Его эфиры отличались динамикой и оригинальностью, что привлекло широкую аудиторию слушателей.
Умер 20 октября 2021 года, похоронен на Лесном кладбище.

## Фильмография
| Год  |   | Название                       | Роль                             |
| ---- | - | ------------------------------ | -------------------------------- |
| 1964 | ф | Отец солдата                   | советский танкист (эпизод)       |
| 1965 | ф | Заговор послов                 | лже-патрульный                   |
| 1967 | ф | Сильные духом                  | немецкий танкист (эпизод)        |
| 1968 | ф | Утро долгого дня               | белогвардейский капитан (эпизод) |
| 1969 | ф | Времена землемеров             | эпизод                           |
| 1969 | ф | У богатой госпожи              | моряк                            |
| 1970 | ф | Республика Вороньей улицы      | эпизод                           |
| 1970 | ф | Стреляй вместо меня            | Семёнов                          |
| 1971 | ф | Город под липами               | эпизод                           |
| 1971 | ф | Последний рейс "Альбатроса"    | эпизод                           |
| 1973 | ф | Чинара                         | журналист                        |
| 1974 | ф | Верный друг Санчо              | эпизод                           |
| 1975 | ф | Ключи от рая                   | Павловский («Якут»)              |
| 1975 | ф | Мой друг — человек несерьёзный | Друмайс                          |
| 1976 | ф | Мастер                         | Имант                            |

| Год  |   | Название                        | Роль             |
| ---- | - | ------------------------------- | ---------------- |
| 1976 | ф | Семейная мелодрама              | сосед            |
| 1977 | ф | Подарки по телефону             | эпизод           |
| 1978 | ф | Плата за истину                 | эпизод           |
| 1978 | ф | Театр                           | слуга Макс       |
| 1979 | ф | Незаконченный ужин              | Курт Квант       |
| 1980 | ф | Три дня на размышление          | таксист (эпизод) |
| 1983 | ф | Полёт через Атлантический океан | эпизод           |
| 1983 | ф | Три лимона для любимой          | швейцар (эпизод) |
| 1983 | ф | Чужие страсти                   | эпизод           |
| 1984 | ф | Последний визит                 | садовник         |
| 1986 | ф | В заросшую канаву легко падать  | эпизод           |
| 1988 | ф | Всё нормально                   | эпизод           |
| 1993 | ф | Смелость убить                  | Туркс            |
| 1995 | ф | Зефирка                         | главная роль     |
| 1997 | ф | Жернова судьбы                  | менеджер         |